# Prasanna Amarasekara
Prasanna Sampath Amarasekara (* 21. März 1981) ist ein ehemaliger sri-lankischer Sprinter, der sich auf den 400-Meter-Lauf spezialisiert hat.

## Sportliche Laufbahn
Erste internationale Erfahrungen sammelte Prasanna Amarasekara im Jahr 2002, als er bei den Commonwealth Games in Manchester im 200-Meter-Lauf mit 21,28 s im Halbfinale ausschied und mit der sri-lankischen 4-mal-400-Meter-Staffel im Finale disqualifiziert wurde. Anschließend belegte er bei den Asienmeisterschaften in Colombo in 21,32 s den vierten Platz über 200 Meter und erreichte über 400 Meter in 46,78 s Rang sechs. Zudem siegte er mit der Staffel in 3:03,35 min. Daraufhin nahm er erstmals an den Asienspielen in Busan teil und gewann dort mit der Staffel in 3:04,37 min die Bronzemedaille hinter den Teams aus Saudi-Arabien und Indien. Im Jahr darauf wurde er bei den Weltmeisterschaften nahe Paris im Vorlauf mit der Staffel disqualifiziert und klassierte sich anschließend bei den Asienmeisterschaften in Manila in 21,52 s auf dem achten Platz über 200 Meter und verteidigte mit der Staffel in 3:03,05 min den Titel. Anschließend schied er bei den Militärweltspielen in Catania mit 22,40 s in der ersten Runde aus. 2004 gewann er bei den Südasienspielen in Islamabad in 45,95 s die Silbermedaille über 400 Meter hinter seinem Landsmann Rohan Pradeep Kumara und mit der Staffel siegte er in 3:05,80 min.
2005 schied er bei den Weltmeisterschaften in Helsinki über 400 Meter mit 47,11 s in der ersten Runde aus. Anschließend gewann er bei den Asienmeisterschaften in Incheon in 46,48 s die Silbermedaille hinter dem Japaner Yūzō Kanemaru und über 200 Meter belegte in 21,12 s den fünften Platz. Zudem sicherte er sich mit der Staffel in 3:04,12 min die Silbermedaille hinter Japan. Im Jahr darauf scheiterte er bei den Commonwealth Games in Melbourne mit 46,83 s in der Vorrunde über 400 Meter und klassierte sich mit der Staffel in 3:06,42 min auf dem sechsten Platz. Anschließend gewann er bei den Südasienspielen in Colombo in 46,40 s erneut die Silbermedaille hinter Landsmann Rohan Pradeep Kumara und siegte erneut mit der Staffel in 3:09,25 min. Im Dezember wurde er dann bei den Asienspielen in Doha in 47,27 s Siebter über 400 Meter und gewann mit der Staffel in 3:06,97 min die Bronzemedaille hinter Saudi-Arabien und Japan. Zuvor erreichte er beim IAAF World Cup in Athen nach 3:04,67 min Rang sieben mit der Asienstaffel. 2007 siegte er bei den Asienmeisterschaften in Amman in 46,71 s über 400 Meter und gewann mit der Staffel in 3:07,29 min die Silbermedaille hinter Saudi-Arabien. Anschließend gewann er bei den Militärweltspielen in Hyderabad in 46,48 s die Bronzemedaille hinter dem Sudaner Nagmeldin Ali Abubakr und Daniel Dąbrowski aus Polen. Kurz darauf gewann er bei den Hallenasienspielen in Macau in 47,09 s die Silbermedaille hinter dem Chinesen Wang Liangyu und auch mit der Staffel gewann er in 3:11,29 min die Silbermedaille hinter Saudi-Arabien.
2009 wurde er bei den Asienmeisterschaften in Guangzhou im Vorlauf disqualifiziert und belegte mit der Staffel in 3:07,99 min den fünften Platz. Im Jahr darauf gewann er bei den Südasienspielen in Dhaka in 47,36 s zum dritten Mal in Folge die Silbermedaille, diesmal hinter dem Inder Bibin Mathew und mit der Staffel gewann er in 3:08,94 min ebenfalls die Silbermedaille hinter Indien. Anschließend erreichte er bei den Commonwealth Games in Neu-Delhi das Halbfinale über 400 Meter, in dem er mit 46,89 s ausschied, während er mit der Staffel mit 3:08,77 min den Finaleinzug verpasste. Daraufhin nahm er erneut an den Asienspielen in Guangzhou teil und belegte dort in 47,05 s den sechsten Platz und erreichte mit der Staffel in 3:07,97 min Rang fünf. Bei den Leichtathletik-Asienmeisterschaften 2011 in Kōbe scheiterte er im Einzelbewerb mit 47,31 s im Vorlauf und klassierte sich mit der Staffel in 3:09,26 min auf dem vierten Platz. Anschließend schied er bei den Militärweltspielen in Rio de Janeiro mit 47,29 s im Halbfinale aus und verpasste auch mit der Staffel mit 3:12,99 min den Finaleinzug. 2013 bestritt er in Colombo seinen letzten Wettkampf und beendete damit seine aktive sportliche Karriere im Alter von 32 Jahren.
2004 wurde Amarasekara sri-lankischer Meister im 200-Meter-Lauf sowie 2005 über 400 Meter.

## Persönliche Bestleistungen
- 200 Meter: 20,80 s, 24. Juli 2004 in Colombo
- 400 Meter: 45,47 s, 4. Juni 2005 in Colombo
  - 400 Meter (Halle): 47,09 s, 31. Oktober 2007 in Macau